# Черокі (Алабама)
Черокі (англ. Cherokee) — місто (англ. town) в США, в окрузі Колберт штату Алабама. Населення — 970 осіб (2020).

## Географія
Черокі розташоване за координатами 34°45′28″ пн. ш. 87°57′56″ зх. д. / 34.75778° пн. ш. 87.96556° зх. д. (34.757700, -87.965589).  За даними Бюро перепису населення США в 2010 році місто мало площу 5,74 км², з яких 5,74 км² — суходіл та 0,00 км² — водойми.

## Демографія

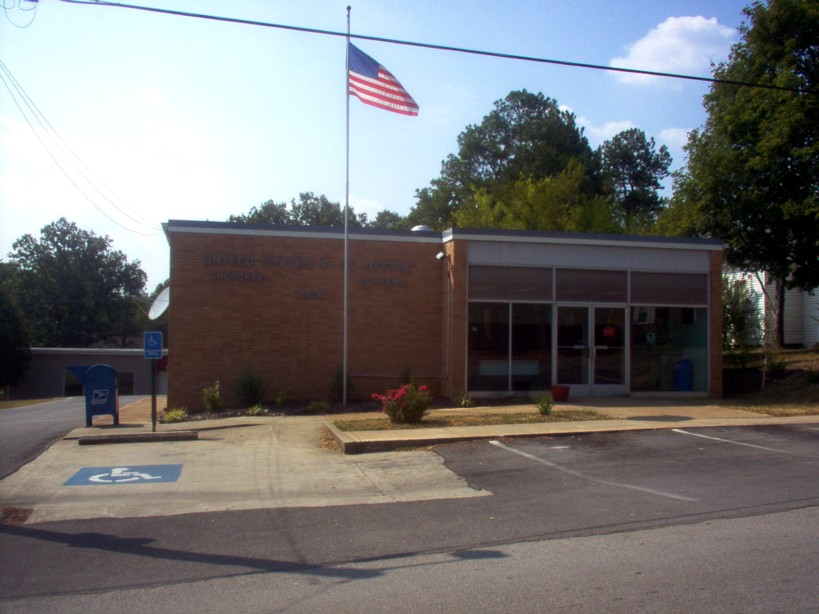
Пошта

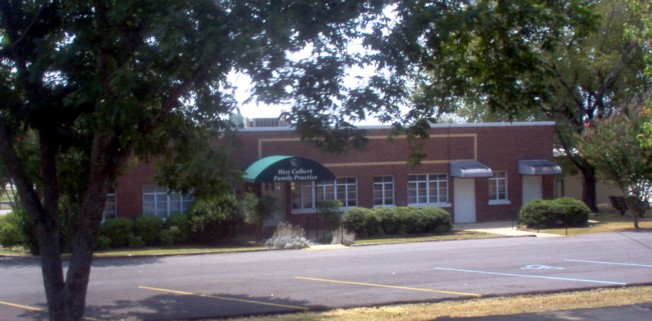
Лікарня сімейної медицини

Згідно з переписом 2010 року, у місті мешкало 1048 осіб у 452 домогосподарствах у складі 315 родин. Густота населення становила 183 особи/км².  Було 529 помешкань (92/км²).
Расовий склад населення:
| - 77,6 % — білих - 18,3 % — чорних або афроамериканців - 0,5 % — корінних американців - 0,3 % — азіатів - 1,0 % — осіб інших рас |

До двох чи більше рас належало 2,3 %. Частка іспаномовних становила 1,7 % від усіх жителів.
За віковим діапазоном населення розподілялося таким чином: 21,3 % — особи молодші 18 років, 57,0 % — особи у віці 18—64 років, 21,7 % — особи у віці 65 років та старші. Медіана віку мешканця становила 44,1 року. На 100 осіб жіночої статі у місті припадало 95,5 чоловіків;  на 100 жінок у віці від 18 років та старших — 92,8 чоловіків також старших 18 років.
Середній дохід на одне домашнє господарство  становив 39 404 долари США (медіана — 28 359), а середній дохід на одну сім'ю — 52 272 долари (медіана — 45 694). За межею бідності перебувало 19,9 % осіб, у тому числі 23,8 % дітей у віці до 18 років та 15,4 % осіб у віці 65 років та старших.
Цивільне працевлаштоване населення становило 229 осіб. Основні галузі зайнятості: виробництво — 24,0 %, освіта, охорона здоров'я та соціальна допомога — 18,3 %, роздрібна торгівля — 11,8 %, інформація — 9,6 %.